# André Béhotéguy
André Béhotéguy (19 de outubro de 1900 — 17 de agosto de 1960) foi um jogador de rugby union francês, medalhista olímpico.

## Carreira
Durante sua carreira esportiva, representou o clube Aviron Bayonnais e o US Cognac Rugby, com o primeiro aparecendo duas vezes nas finais do campeonato francês em 1922 e 1923. Ele integrou a equipe da Seleção da França que conquistou a medalha de prata nos Jogos Olímpicos de Verão de 1924 em Paris. Ele jogou as duas partidas da competição, nas quais os franceses derrotaram a Romênia por 61–3 no Stade de Colombes em 4 de maio, e duas semanas depois perderam para os EUA por 3–17.
Na seleção francesa, também como capitão, nos anos 1923–1929 disputou um total de 19 partidas, marcando 28 pontos. Foi campeão francês de remo e também participou de competições internacionais de atletismo.